# Округ Меса (Колорадо)
Меса (енгл. Mesa County) је округ у америчкој савезној држави Колорадо. По попису из 2010. године број становника је 146.723. Седиште округа је град Гранд Џанкшон.

## Демографија
Према попису становништва из 2010. у округу је живело 146.723 становника, што је 30.468 (26,2%) становника више него 2000. године.
| Група             | 2000.           | 2010.           |
| Белци             | 101.110 (87,0%) | 121.944 (83,1%) |
| Афроамериканци    | 537 (0,5%)      | 935 (0,6%)      |
| Азијати           | 618 (0,5%)      | 1.121 (0,8%)    |
| Хиспаноамериканци | 11.651 (10,0%)  | 19.552 (13,3%)  |
| Укупно            | 116.255         | 146.723         |